# Johan Norby
Johan Norby, född 1754, död 1807 i Stralsund, var en svensk militär.
Johan Norby var son till handelsmannen Peter Norby och Barbro Magdalena Laurin. Han blev officer 1783, blev kapten vid artilleriet 1790, major vid Svea artilleriregemente 1797 och överstelöjtnant 1801. Norby var överste och chef för Wendes artilleriregemente 1804–1806 och blev chef för det svenska artilleriet i Pommern 1806. Han stupade under försvaret av Stralsund 1807.